# Скуби-Ду! Меч и Скуб
«Скуби-Ду! Меч и Скуб» (англ. Scooby-Doo! The Sword and the Scoob) — американский анимационный фильм студии Warner Bros. Animation из франшизы «Скуби-Ду». Трейлер мультфильма вышел 10 декабря 2020 года. Выпуск онлайн и на DVD состоялся 23 февраля 2021 года. В России мультфильм вышел в марте 2021 года на стриминговом сервисе КиноПоиск HD. В официальной русской версии, осталось первоначальное название мультфильма «Скуби-Ду при дворе короля Артура».

## Сюжет
Команда детективов решает отдохнуть в Англии. Но когда они сталкиваются со злой колдуньей, она переносит их в средневековье в эпоху рыцарей и огнедышащих драконов.

## Роли озвучивали
| Актёр          | Персонаж               |
| -------------- | ---------------------- |
| Фрэнк Уэлкер   | Скуби-Ду / Фред Джонс  |
| Мэттью Лиллард | Шэгги Роджерс          |
| Грей Делайл    | Дафни Блейк            |
| Кейт Микуччи   | Велма Динкли           |
| Джейсон Айзекс | Король Артур Пендрагон |
| Ник Фрост      | Мерлин                 |